# Партія справедливості та розвитку (Марокко)
Партія справедливості і розвитку (PJD) (араб. حزب العدالة والتنمية, фр. Parti de la Justice et du Développement) — одна з найбільших політичних партій Марокко, дотримується ісламістського спрямування. Виникла в середині 1960-х як політичне крило Братів-мусульман, під сучасною назвою відома з 1998 року. 
В 2011 — 2021 очолювалав уряд Марокко. 
Під керівництвом Аделіли Бенкірана виграла вибори 2011 року з ісламістської програмою, що передбачає демократизацію політичного законодавства, реформу освіти і консерватизм в соціальній політиці.

## Ідеологія
PJD — консервативна ісламсько-демократична партія, яка підтримує марокканську монархію. 
PJD заперечує насильство, тероризм і прагне захистити ісламську ідентичність Марокко законодавчими засобами.

Заявлена платформа партії включає: 
- Реформа та відновлення освіти.
- Економічне партнерство з іншими країнами.
- Зміцнення демократії та прав людини .
- Заохочення інвестицій.
- Велика «єдність арабів і мусульман».